# UK Blues Awards
Die UK Blues Awards sind ein seit 2018 von der UK Blues Federation vergebener britischer Bluespreis. Der Preis wird in verschiedenen Kategorien vergeben, etwa „Blues Vocalist of the Year“, „Bluesband of the Year“, „Young Blues Artist of the Year“ oder „Blues Album of the Year“.
Wegen organisatorischer Schwierigkeiten wurde die Vergabe der UK Blues Awards für das Jahr 2019 abgesagt.
2020 und 2021 wurden die Preise wegen der COVID-19-Pandemie in virtuellen Shows verliehen (Virtual Awards Show).

## Preisträger
Es werden die Preisträger in den verschiedenen Kategorien chronologisch aufgelistet.

### Traditional Blues Artist of the Year
Bis 2023: „Blues Artist of the Year“
- 2024: Mississippi MacDonald[3]
- 2025: Connor Selby[4]

### Contemporary Blues Artist of the Year
Bis 2023: „Blues Artist of the Year“
- 2024: Alice Armstrong[3]
- 2025: Alice Armstrong[4]

### Blues Artist of the Year
- 2020: Elles Bailey[5]
- 2021: Elles Bailey[6]
- 2023: Elles Bailey[7]
- Ab 2024 zwei Kategorien: „Traditional Blues Artist of the Year“ und „Contemporary Blues Artist of the Year“

### Blues Vocalist of the Year
- 2022: Grace Bond[8]
- 2023: Elles Bailey[7]
- 2024: Elles Bailey[3]
- 2025: Elles Bailey[4]

### Blues Instrumentalist of the Year
- 2020: Matt Long[5]
- 2021: Matt Long[6]
- 2022: Dom Martin[8]
- 2023: Dom Martin[7]
- 2024: Stevie Watts[3]
- 2025: Dom Martin[4]

### Blues Band of the Year
- 2018: King King[9]
- 2020: Catfish[5]
- 2021: When Rivers Meet[6]
- 2022: When Rivers Meet[8]
- 2023: When Rivers Meet[7]
- 2024: Cinelli Brothers[3]
- 2025: Brave Rival[4]

### Accustic Blues Act of the Year
- 2018: Ian Siegal[9]
- 2020: Dom Martin[5]
- 2021: Dom Martin[6]
- 2022: Dom Martin[8]
- 2023: Trevor Babajack Steger[7]
- 2024: Mississippi MacDonald[3]
- 2025: Mississippi MacDonald[4]

### Jules Fothergill Young Blues Artist of the Year
- 2018: Toby Lee[9]
- 2020: Connor Selby[5]
- 2021: Connor Selby[6]
- 2022: Connor Selby[8]
- 2023: Toby Lee[7]
- 2024: Toby Lee[3]
- 2025: Zac Schulze[4]

### UK Blues ‚Unsung Hero‘ Award
- 2020: Alan White[5]
- 2021: Mark Horsley, Nick Westgarth[6]
- 2022: Alan Pearce, Bob Hokum[8]
- 2025: Music Venue Trust[4]

### Emerging Act of the Year
- 2020: James Oliver[5]
- 2021: When Rivers Meet[6]
- 2022: Emma Wilson[8]
- 2023: The Terraplanes Blues Band[7]
- 2024: Zac Schulze[3]
- 2025: Blue Nation[4]

### Blues Club/Venue of the Year
- 2018: Edinburgh Blues Club[9]
- 2020: Tuesday Night Music Club, London[5]
- 2022: Tuesday Blues 100 Club[8]
- 2023: Tuesday Blues at the 100 Club, London[7]
- 2024: Tuesday Blues at the 100 Club, London[3]
- 2025: The Tuesday Music Club[4]

### Blues Based Festival of the Year
- 2018: Upton Blues Festival[9]
- 2020: Great British R&B Festival Colne[5]
- 2021: Great British Rock & Blues Festival, Skegness[6]
- 2022: Carlisle Blues and Rock Festival[8]
- 2023: Upton Blues Festival[7]
- 2024: Upton Blues Festival[3]
- 2025: Great British R&B Festival Colne[4]

### Dave Raven Blues Based Broadcaster of the Year
- 2018: Paul Jones[9]
- 2020: Pete Feenstra[5]
- 2021: Paul Long[6]
- 2022: Cerys Matthews[8]
- 2023: Cerys Metthews[7]
- 2024: Cerys Metthews[3]
- 2025: Elles Bailey[4]

### International Blues Artist/Band of the Year
- 2021: Shemekia Copeland[6]
- 2022: Christone „Kingfish“ Ingram[8]
- 2023: Buddy Guy[7]
- 2024: Larkin Poe[3]
- 2025: Beth Hart[4]

### Blues Album of the Year
- 2018: Exile & Grace – King King[9]
- 2020: Road I Call Home – Elles Bailey[5]
- 2021: We Fly Free – When Rivers Meet[6]
- 2022: Saving Grace – When Rivers Meet[8]
- 2023: Shining in the Half Light – Elles Bailey[7]
- 2024: Buried in the Hail – Dom Martin
- 2025: Beneath the Neon Glow – Elles Bailey[4]

### Lifetime Achievement
- 2025: Dave Kelly[4]

## Nicht fortgeführte Kategorien

### Male Blues Vocalist of the Year
- 2018: Ian Siegal[9]

### Female Blues Vocalist of the Year
- 2018: Rebecca Downes[9]

### Blues Songwriter of the Year
- 2018: Alan Nimmo (King King)[9]

### Blues Personality of the Year
- 2018: Peter Green[9]

### Lifetime Contribution to the Blues in the UK
- 2018: Eric Clapton[9]

### Innovation in the Blues in the UK
- 2018: Rag ’n’ Bone Man[9]

### Regional: Blues Act of the Year – England
- 2018: Catfish[9]

### Regional: Blues Act of the Year – Northern Ireland
- 2018: Kaz Hawkins[9]

### Regional: Blues Act of the Year – Scotland
- 2018: Stevie Nimmo[9]

### Regional: Blues Act of the Year – Wales
- 2018: Luke Doherty[9]

### Most Innovative Use of Virtual Media of the Year
- 2021: Tuesday Night Music Club[6]

### Most Inspirational Online Performance of the Year
- 2021: Rock the Lockdown – When Rivers Meet[6]